# Gymnangium pennatulum
Gymnangium pennatulum är en nässeldjursart som först beskrevs av Ellis och Daniel Solander 1786.  Gymnangium pennatulum ingår i släktet Gymnangium och familjen Aglaopheniidae. Inga underarter finns listade i Catalogue of Life.